# كوكولا
كوكولا (بالفنلندية Kokkola، بالسويدية : Karleby) مدينة فنلندية. تقع في مقاطعة فنلندا الغربية جزء من إقليم بوهيانما الوسطى. يبلغ عديد قاطنيها 45.764 ساكن، ويغطي نطاقها البلدي مساحة 2.730,89 كيلومتر مربع منها 1.286,72 كم 2 من المياه. تبلغ الكثافة السكانية 31.69 نسمة \ كيلومتر مربع. البلدية ثنائية اللغة فيتحدث حاليا 84.2 ٪ الفنلندية و 13.9 ٪ السويدية.

## التاريخ
منح غوستاف الثاني أدولف ملك السويد (فنلندا آنذاك جزء من السويد) مدينة كوكولا حقوقاً في عام 1620. تأسست كوكولا بوصفها مرفأ شحن لتجارة القطران. كما أصبحت مركز مهم لصناعة السفن في فنلندا. نتيجة لتجارة القطران وصناعة السفن كانت كوكولا حين من الزمن أغنى مدن فنلندا.
وقعت حادثة تاريخية مثيرة للاهتمام تعرف باسم مناوشة هالكوكاري بمدينة كوكولا في مايو 1854 خلال حرب القرم. فقد حاول مشاة البحرية البريطانية الإنزال لنهب المدينة، إلا أن المدفاعين المحليين صدوهم، وكان منهم العديد من المدنيين المسلحين ببنادق صيد. سقطت واحدة من الزوارق المدفعية البريطانية في أيادي المدافعين. فكان هذا الزورق هو القطعة البحرية الوحيدة التابعة للبحرية الملكية ولا يزال في حوزة أجنبية في عام 1914. القارب لا يزال اليوم في المتحف بين وجوه ويمكن ملاحظة ذلك في كوكولا وبارك الإنجليزية. المجلس البلدي رفضت العودة القارب رغم عدة طلبات من المملكة المتحدة، وكان آخرها من قبل جون ستوتارد، واللورد عمدة لندن. تدفع وزارة الخزانة البريطانية سنوياً مبلغ صغير لصيانة تسعة قبور لتسعة من عناصر المارينز لقوا حتفهم خلال القتال المناوشة محفل الكنيسة المحلية.
ظلت المدينة بغالبية من الناطقين باللغة السويدية حتى عام 1933.
في عام 1977 تم توحيدها ببلدية كآرليلا المحيطة. وفي عام 2009 دُمجت بكوكولا بلديات لوهتايا وكالفيا وأولافا.

## وصلات خارجية
- مدينة كوكولا – الموقع الرسمي